# 톰 레이티머

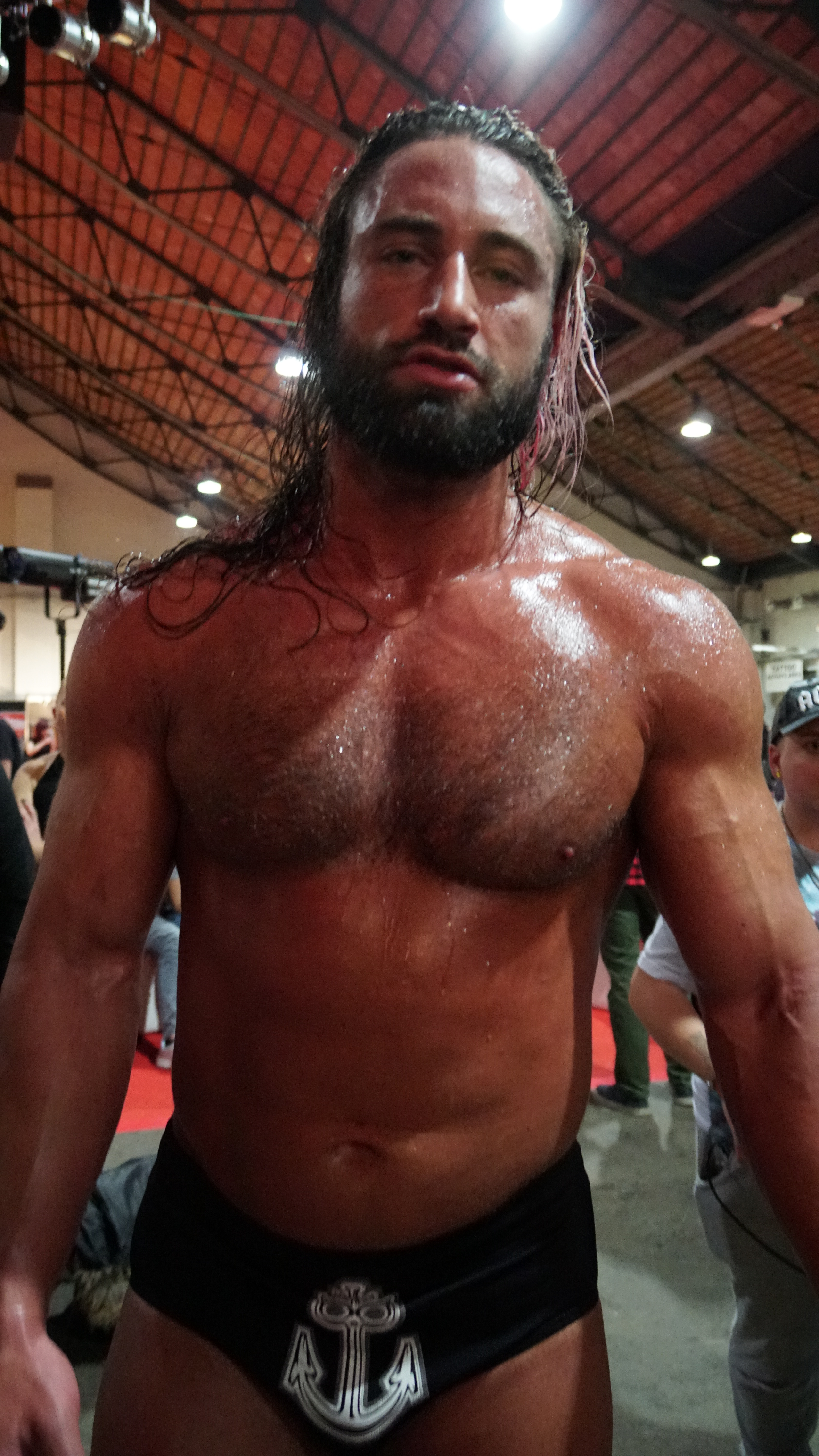

토머스 레이먼드 레이티머(Thomas Raymond Latimer, 1986년 6월 8일 ~ )은 남자 영국의 프로레슬링선수다. 전 링네임은 케네스 캐머런(Kenneth Cameron)이라는 링네임으로 활동하고 있다가 현재 TNA 링네임에서는 브램(Bram)이라는 활동을 하고 있다. 키는 190cm 몸무게는 108kg이다.

## 내력
어린 시절 집에 놓여져 있던 WWF의 WrestleMania 8과 King of the Ring 1998의 비디오를 보고 프로레슬링이 되는 것을 지향하게 된다. 2002년 심판으로 프로레슬링 데뷔하지만 나중에 프로레슬링선수로 전향하였다. 제프 케이가 주재하는 레슬링 학교에서 교육을 받았으며 영국의 인디 단체를 중심으로 활동을 시작하였다. 2005년 11월에는 WWE의 Heat에서 자바로 레슬링 스쿨의 동료인 크리스 카오스를 파트너로 진 스니츠키 & 타이슨 톰코 태그팀이랑 맞붙었다. 2010년 WWE와 계약하여 산하 단체 플로리다 챔피언십 레슬링에서 2011년 1월 20일 케네스 캐머런(Kenneth Cameron)이라는 링네임으로 데뷔하였다. 9월부터 태그팀 디 어센션(The Ascension)의 일원이 되어 출전하다가 음주운전이 적발되면서 2013년말 방출당하고,
2014년말에 TNA로 이적한다.